# Aculepeira busu
Aculepeira busu là một loài nhện trong họ Araneidae.
Loài này thuộc chi Aculepeira. Aculepeira busu được Herbert Walter Levi miêu tả năm 1991.